# 千塚 (八尾市)
千塚（ちづか）は、大阪府八尾市の地名。現行行政地名は千塚一丁目から千塚三丁目と大字千塚。住居表示は未実施。
現住所表記に変更される前は全域が大字千塚だった。

## 歴史
令制国一覧 > 畿内 > 河内国 > 高安郡 > 千塚村
旧高安郡の千塚、山畑、大窪、服部川、郡川地区あたりには古墳時代後期の小規模の古墳が多数存在しており、これらの総称として「高安千塚」（たかやすせんづか）と言い、千塚の地名の由来とされる。これらの古墳群は現在では高安古墳群と呼ばれる。清友高校建設の折に行われた発掘調査で弥生時代から鎌倉時代にかけての遺物が発見されている。その中に古墳時代の滑石製の玉製品や半製品・原石が発見されており、この地域で玉造が行われていたと考えられている。
正保郷帳の写しとされる河内国一国村高控帳によるとこの時期には千塚の地名は確認できず、山畑地区とともに大窪村に含まれていたと考えられる。それ以前の慶長見地では大窪一村にまとめられている。のちに3か村に分村されたとされる時期は正保年間から寛文年間あたりとされている。江戸時代以降、幾度か支配者が変わり、寛文9年に淀藩領となり幕末に至っている。明治以降の市町村制施行で北高安村の大字となる。

## 地理
町内のいちばん西を大阪外環状線が通り、その東を東高野街道が通る。東の山中は神立地区となる。

## 世帯数と人口
2020年（令和2年）3月31日現在（八尾市発表）の世帯数と人口は以下の通りである。
| 大字・丁目         | 世帯数  | 人口  |
| ------------------ | ------- | ----- |
| 千塚               | 12世帯  | 33人  |
| 千塚一丁目・二丁目 | 50世帯  | 116人 |
| 千塚三丁目         | 65世帯  | 139人 |
| 計                 | 127世帯 | 288人 |

### 人口の変遷
国勢調査による人口の推移。
| 1995年（平成7年）  | 425人 | [ 5 ] |  |
| 2000年（平成12年） | 413人 | [ 6 ] |  |
| 2005年（平成17年） | 354人 | [ 7 ] |  |
| 2010年（平成22年） | 330人 | [ 8 ] |  |
| 2015年（平成27年） | 291人 | [ 9 ] |  |

### 世帯数の変遷
国勢調査による世帯数の推移。
| 1995年（平成7年）  | 134世帯 | [ 5 ] |  |
| 2000年（平成12年） | 127世帯 | [ 6 ] |  |
| 2005年（平成17年） | 118世帯 | [ 7 ] |  |
| 2010年（平成22年） | 112世帯 | [ 8 ] |  |
| 2015年（平成27年） | 107世帯 | [ 9 ] |  |

## 学区
市立小・中学校に通う場合、学区は以下の通りとなる（2020年5月時点）。
| 大字・丁目 | 番   | 小学校             | 中学校             |
| ---------- | ---- | ------------------ | ------------------ |
| 千塚       | 全域 | 八尾市立高安小学校 | 八尾市立高安中学校 |
| 千塚一丁目 | 全域 | 八尾市立高安小学校 | 八尾市立高安中学校 |
| 千塚二丁目 | 全域 | 八尾市立高安小学校 | 八尾市立高安中学校 |
| 千塚三丁目 | 全域 | 八尾市立高安小学校 | 八尾市立高安中学校 |

## 事業所
2016年（平成28年）現在の経済センサス調査による事業所数と従業員数は以下の通りである。
| 大字・丁目 | 事業所数 | 従業員数 |
| ---------- | -------- | -------- |
| 千塚       | 1事業所  | 26人     |
| 千塚一丁目 | 16事業所 | 132人    |
| 千塚二丁目 | 10事業所 | 186人    |
| 千塚三丁目 | 7事業所  | 22人     |
| 計         | 34事業所 | 366人    |

## 施設
（1丁目）
（2丁目）
- 八尾市消防本部高安出張所
- 大阪府立八尾支援学校東校
旧清友高校校舎を改修・利用し、高等部分校として使用している。

（3丁目）
- 八尾市役所高安出張所、高安コミュニティセンター
- 八尾市立歴史民俗資料館
- 八尾千塚郵便局

（大字千塚）
- 千塚保育園

## その他

### 日本郵便
- 郵便番号 : 581-0862[2]（集配局：八尾郵便局[12]）。